# غار گل زرد
غار گل زرد غاری‌ست رودخانه‌ای در در دامنه جنوب شرقی قله ۳۷۰۶ متری گل زرد که از مجموعه قله‌های ناظر بر کوه دماوند آمل است. این غار که در استان مازندران، در منطقه پلور و در مراتع شمالی روستای منظریه قرار دارد، از معدود غارهای طبیعی موجود در این منطقه است. سطح درون غار از کربنات کلسیم پوشیده شده و درون آن چندین حوضچه آب سرد وجود دارد. عمق برخی از این حوضچه‌ها به ۴ متر می‌رسد. گل زرد از غارهای فعال آهکی است و زایش انواع «سازندهای آهکی» در آن ادامه دارد. آب‌های زیرزمینی در تمام سال در این غار جریان دارند. هر ساله گردشگران داخلی و خارجی از این غار بازدید می‌کنند.

## کشف
دانشجویان کوهنورد دانشگاه تهران از اوایل دهه ۱۳۵۰ مرتباً از این غار بازدید می‌کردند و به کمک طناب تا انتهای آن رفته بودند.. کارشناسان پایگاه ملی داده‌های علوم زمین به تازگی همه راه‌های ورودی تالارها و دیواره‌های غار را مطالعه و برای نخستین بار از آن فیلم و عکس تهیه کرده‌اند. مطالعات تکمیلی برای شناخت بیشتر آن همچنان ادامه دارد.

## دسترسی
در جاده هراز، در فاصله ۷۵ کیلومتری آمل، کمی پیش از خروجی سد لار و نرسیده به راهدارخانه منظریه، جاده‌ای خاکی از سمت چپ مسیر اصلی منشعب می‌شود که ۴ کیلومتر طول دارد. بالا رفتن از آن تنها با اتوموبیل‌های شاسی بلند یا پیاده امکان‌پذیر است. این جاده در انتها به یک کلبه کوهستانی می‌رسد که از کنار آن تا دهانه غار نیم‌ساعت پیاده راه است.

## زمان مناسب برای بازدید
زمان مناسب برای بازدید غار گل زرد خرداد تا شهریور ماه هر سال است و پیش و پس از این زمان دهانه غار معمولابه دلیل آب گرفتگی بسته است.